# José Gregorio Belgrano
José Gregorio Belgrano fue un militar porteño que sirvió durante las invasiones británicas al Río de la Plata. Fue sargento mayor de plaza de Buenos Aires, adhirió a la Revolución de Mayo y alcanzó el grado de coronel en los ejércitos de la revolución. Fue hermano del prócer argentino Manuel Belgrano.

## Biografía
José Gregorio Belgrano nació en la ciudad de Buenos Aires en 1762, segundo hijo de Domingo Belgrano (nacido Domenico Francesco Maria Gaetano) (1731, Oneglia-1795, Buenos Aires), dueño de una de las principales fortunas del Río de la Plata, y de María Josefa González Casero (1742, Buenos Aires - 1799, Buenos Aires).
Ingresó muy joven aún como portaestandarte del Regimiento de Milicias de Caballería de Buenos Aires pero luego pasó a Potosí para hacerse cargo de una de las tiendas de su padre.
Se encontraba en Chuquisaca en noviembre de 1786 pero regresó a Buenos Aires a continuar la vida militar y el 15 de abril de 1803 fue nombrado capitán del regimiento de milicias de Caballería.
El 26 de diciembre de 1803 fue promovido a ayudante mayor interino del Estado Mayor de Plaza de Buenos Aires, cargo que se tornó efectivo el 18 de abril de 1804 y que ejercía al producirse las Invasiones Inglesas al Río de la Plata de 1806.
Su actuación y la de sus hermanos durante la ocupación, la reconquista y la defensa ante el nuevo ataque de 1807 le valieron mantener el puesto. En el cabildo abierto del 22 de mayo de 1810 «el Sr. Capitan graduado, D. Gregorio Belgrano, Ayudante mayor de esta plaza» votó por la deposición del virrey: «Que igualmente se conforma en todo con el voto del Sr. D. Cornelio Saavedra, y que tenga voto decisivo el caballero Síndico Procurador general».
En marzo de 1811 supo dar parte a la facción de la Junta Grande liderada por su presidente Cornelio Saavedra de los movimientos de la Sociedad Patriótica, ligada al sector morenista por lo que sobrevivió en su puesto a la revolución del 5 y 6 de abril de 1811 y el 14 de junio de 1811 fue promovido por la Junta Grande a teniente coronel graduado y designado 2.º Sargento mayor de Plaza.
Caída la Junta y tras haber asumido el Primer Triunvirato se produjo el denominado Motín de las Trenzas, levantamiento en el Regimiento de Patricios conducido por su hermano Manuel. Fracasado el movimiento, José Gregorio participó de los procedimientos para ejecutar a sus cabecillas.
El 3 de septiembre de 1812 se decretó su pase al Cuerpo de Inválidos, pese a lo cual tras la revolución del 8 de octubre de 1812 que impuso el Segundo Triunvirato la orden no se hizo efectiva y el 3 de  noviembre de 1812 seguía figurando adscripto al Estado Mayor de Plaza.
El 19 de octubre de 1815 se le confirió en propiedad el cargo de sargento mayor de plaza. En septiembre de 1819 figuraba aún como sargento mayor en el estado mayor de Plaza con el grado de coronel graduado.
En diciembre de 1823 tomó licencia por enfermedad y falleció el 29 de diciembre de ese año, a los 60 años de edad.
Fue sepultado en el Cementerio del Norte al siguiente día.
Había contraído matrimonio el 7 de diciembre de 1801 en la Iglesia Nuestra Señora de Montserrat con Casiana Cabral, hija de José Luis Cabral Hernández y de Martina Gutiérrez de la Bárcena y Ocariz. Por decreto del 24 de julio de 1824 se concedieron a su viuda 13200 pesos en virtud de la reforma militar dispuesta. El 3 de abril de 1857 se negó a la viuda la pensión militar que reclamaba.
Tuvo varios hijos: Manuel, José María, María Josefa (?-1887), Carmen (1814-1894), Domingo Estanislao (1805) y Juan Francisco Estanislao Belgrano Cabral.
Uno de sus nietos, Juan Carlos Belgrano (hijo de Juan Francisco) fue juez y gobernador de la provincia de Buenos Aires durante la revolución de 1893.